# Metropolitan Correctional Center, New York City

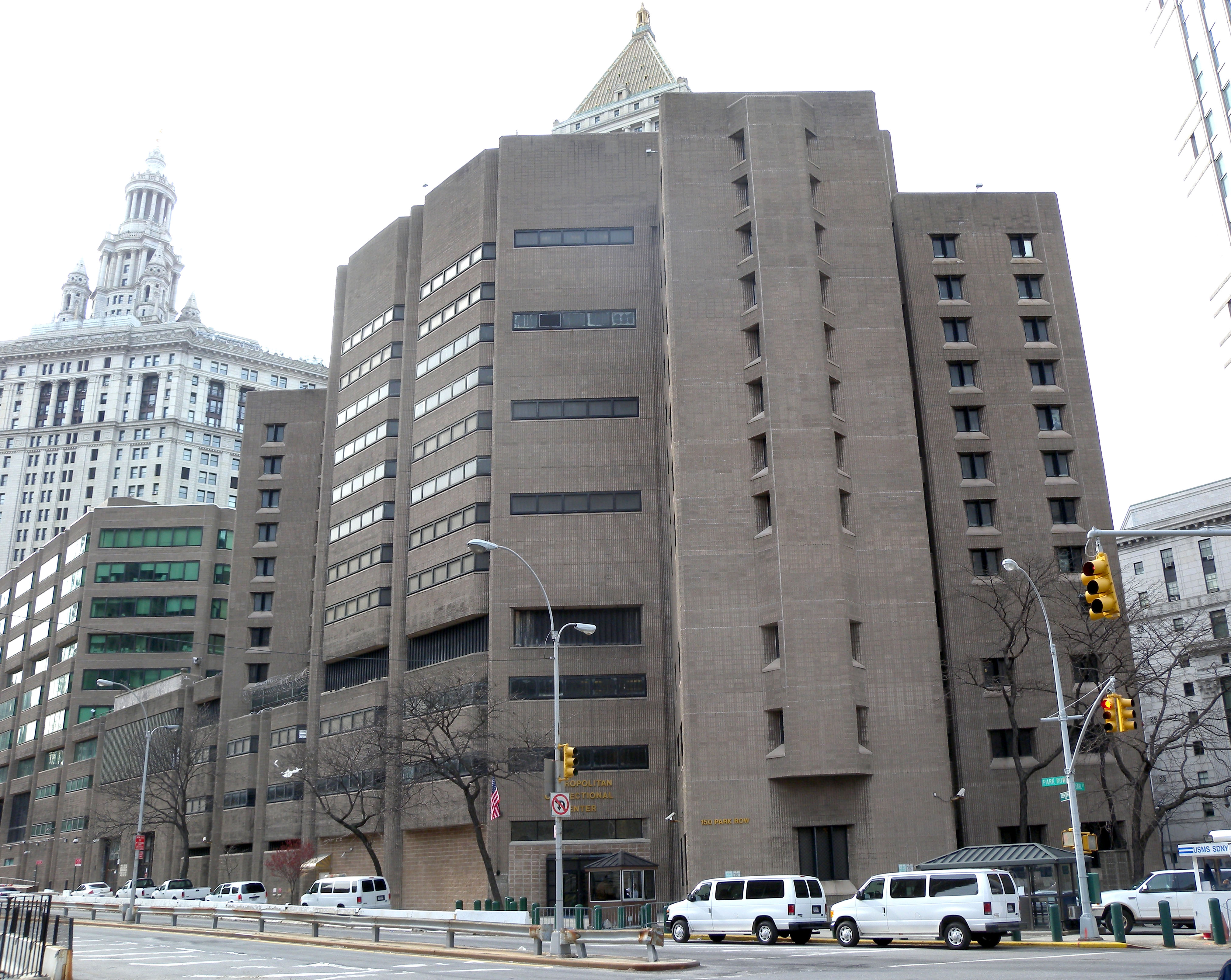
MCC New York

Das Metropolitan Correctional Center, New York City (MCC New York) ist ein US-amerikanisches Bundesgefängnis im New Yorker Stadtteil Manhattan. Es wurde 1975 eröffnet und befindet sich an der Park Row hinter dem Thurgood Marshall United States Courthouse am Foley Square.
Das MCC New York ist eine Einrichtung für Strafgefangene, die vor Bundesgerichten angeklagt werden. Es ist für männliche und weibliche Gefangene aller Sicherheitsstufen angelegt. 2017 waren dort knapp 800 Personen inhaftiert.

## Bekannte Insassen
| Name                     | Nummer    | Status                                                                 | Details |
| ------------------------ | --------- | ---------------------------------------------------------------------- | --- |
| Wiktor But               | 91641-054 | 2010–2012 Insasse im MCC                                               | internationaler Waffenhändler                                                                                |
| Omar Abdel-Rahman        | 34892-054 | dem Federal Correctional Complex, Butner überstellt                    | Abdel-Rahman und neun andere wurden wegen „staatsgefährdender Verschwörung“ verurteilt.                      |
| Jackie D’Amico           |           |                                                                        | Boss der Gambino-Familie                                                                                     |
| Mousa Abu Marzouk        |           | Inhaftiert von 1995 bis 1997                                           | Hamas-Mitglied. Israel bat erst um seine Auslieferung, doch dann wollte Israel ihn doch nicht.               |
| Raffaello Follieri       | 61143-054 |                                                                        | Er soll 50 Millionen Dollar veruntreut haben.                                                                |
| Ahmed Khalfan Ghailani   | 02476-748 |                                                                        | ehemals im MCC New York untergebracht; jetzt im ADX Florence                                                 |
| John Gotti               | 18261-053 | ehemals inhaftiert, mittlerweile verstorben                            | ehemaliger Boss der Gambino-Familie; Lebensgeschichte mehrmals verfilmt                                      |
| Jeffrey Epstein          | 76318-054 | am 10. August 2019 in seiner Zelle tot aufgefunden                     | Anklage wegen sexuellen Missbrauchs von Minderjährigen und Betreiben einer dafür ausgerichteten Organisation |
| Frank Lucas              | 18431-083 | am 17. Mai 1992 entlassen                                              | ehemaliger Chef eines Drogenrings (Heroin); Lebensgeschichte verfilmt in American Gangster                   |
| Bernard Madoff           | 61727-054 | 2009 Insasse im MCC                                                    | Anlagebetrüger                                                                                               |
| Abduwali Abdukhadir Muse | 70636-054 | sitzt im MCC ein                                                       | somalischer Pirat                                                                                            |
| Faisal Shahzad           | 63510-054 | 2010 Insasse im MCC                                                    | versuchte am 1. Mai 2010 eine Autobombe am Times Square zu zünden                                            |
| Ramzi Yousef             | 03911-000 | Während seines Prozesses Insasse des MCC                               | |
| Ross Ulbricht            | 18870-111 | 2013 bis 2017 Insasse im MCC                                           | Gründer des Online-Drogenmarktplatzes „Silk Road“                                                            |
| El Chapo                 | 89914-053 | 2017 bis 2019 Insasse im MCC Verlegt ins Bundesgefängnis ADX Florence. | mexikanischer Drogenboss                                                                                     |